# Nacional FC (Manaus)
Nacional FC is een Braziliaanse voetbalclub uit Manaus in de staat Amazonas.

## Geschiedenis
De club werd op 13 januari 1913 opgericht en speelde in 1914 de eerste wedstrijd in het nieuwe Campeonato Amazonense. In 1930 splitsen ontevreden leden zich van de club af en richtten Nacional Fast Clube op.

## Erelijst
Campeonato Amazonense
1916, 1917, 1918, 1919, 1920, 1922, 1923, 1933, 1936, 1937, 1939, 1941, 1942, 1945, 1946, 1950, 1957, 1963, 1964, 1968, 1969, 1972, 1974, 1976, 1977, 1978, 1979, 1980, 1981, 1983, 1984, 1985, 1986, 1991, 1995, 1996, 2000, 2002, 2003, 2007, 2012, 2014, 2015
- Library of Congress Control Number: n2009212704
- Virtual International Authority File: 129242258